# The Puritan
«The Puritan» —en español: «El puritano»— es un sencillo de la banda británica Blur. Después de ser interpretado por Damon Albarn en un festival de poesía, surgieron especulaciones sobre el lanzamiento de «The Puritan». Es el primer sencillo de la banda desde «Fool's Day» de 2010. Se anunció que la pista se estrenaría a través de una transmisión en vivo de Twitter. También estuvo acompañado de «Under the Westway» y se presentó en los espectáculos de verano de Blur en 2012.[cita requerida]
Las presentaciones de «Under the Westway» y «The Puritan» el 2 de julio fueron las primeras presentaciones en vivo de material nuevo de toda la banda desde el 30 de enero de 1999, cuando los cuatro miembros tocaron en un concierto exclusivo para un club de fans en Finchley Arts Depot, Londres. Esto fue al comienzo de la gira 13, en la que se estrenaron todas las canciones de ese álbum menos dos.

## Recepción
Matthew Horton de NME escribió que la canción era «inicialmente discordante, con ritmos sacados directamente de una galleta, pronto revela una melodía "feliz, triste", solo una de muchas letras metálicas, y el tipo de ridículo rebote de payaso que Blur siempre me las he arreglado junto con las cosas más cansadas del mundo. Así que es empujado por el tipo de parpadeo electrónico de plástico que podría comprar en Freecycle, haciéndose eco de «Doncamatic» de Gorillaz en su bop barato como chips, y moviéndose con un 'coro' de bajo frenético fuzz que encaja perfectamente en los rincones más molestos de Think Tank».

## Lista de canciones
Todas las canciones escritas y compuestas por Blur. 
| 7", descarga digital |                     |          |  |
| N.º                  | Título              | Duración |  |
| 1.                   | «Under the Westway» | 4:16     |  |
| 2.                   | «The Puritan»       | 3:25     |  |

| CD  |                                    |          |  |
| N.º | Título                             | Duración |  |
| 1.  | «Under the Westway»                | 4:16     |  |
| 2.  | «Under the Westway» (acústica)     | 4:04     |  |
| 3.  | «Under the Westway» (instrumental) | 4:17     |  |
| 4.  | «The Puritan»                      | 3:25     |  |
| 5.  | «The Puritan» (instrumental)       | 3:26     |  |

## Personal
- Damon Albarn – voz, sintetizadores, guitarra acústica
- Graham Coxon – guitarra eléctrica, coros
- Alex James – bajo
- Dave Rowntree – batería

## Posicionamiento en las listas
| Lista (2012)   | Posición más alta |
| -------------- | ----------------- |
| Francia (SNEP) | 165               |
| Irlanda (IRMA) | 67                |